# 함장로
함장로(Hamjang-ro)는 전라남도 무안군 현경면 현경 교차로와 함평군을 거쳐 장성군 장성읍 장성 교차로를 잇는 전라남도의 도로이다. 전 구간 국도 제24호선에 속한다.

## 역사
- 1981년 8월 17일 : 국도로 승격된 신안군 지도읍 내리 ~ 장성군 장성읍 영천리 86.619km 구간 개통[1]
- 1993년 1월 19일 : 함평우회도로(함평군 함평읍 기각리) 700m 구간 개통[2]
- 1999년 12월 31일 : 학교 ~ 함평간 도로(함평군 함평읍 기각리 ~ 대동면 강운리) 3.9km 구간 확장 개통, 기존 구간 폐지[3]
- 2008년 12월 3일 : 함평군 함평읍 내교리 ~ 대동면 향교리 1.8km 구간 확장 개통, 기존 구간 폐지[4]
- 2009년 7월 3일 : 2개 이상 시·군에 걸쳐 있는 광역도로로 함장로를 고시[5]

## 주요 경유지
전라남도
- 무안군 (현경면 - 무안읍) - 함평군 (함평읍 - 대동면 - 나산면 - 해보면 - 월야면) - 장성군 (삼서면 - 삼계면 - 동화면 - 황룡면 - 장성읍)

## 노선
전 구간 국도 제24호선에 속하므로 이 노선에 대한 별도 표기는 생략한다.
| 이름                    | 접속 노선                                      | 소재지                           | 소재지                                 | 비고                                    |
| 현해로와 직결           | 현해로와 직결                                  | 현해로와 직결                    | 현해로와 직결                          | 현해로와 직결                           |
| ----------------------- | ---------------------------------------------- | -------------------------------- | -------------------------------------- | --------------------------------------- |
| 현경 교차로             | 국도 제77호선 국가지원지방도 제60호선 (공항로) | 무안군                           | 현경면                                 |                                         |
| 도산제삼거리            | 지망길                                         | 무안군                           | 현경면                                 |                                         |
| 도산삼거리              | 도평로                                         | 무안군                           | 무안읍                                 |                                         |
| 돗재                    |                                                | 무안군                           | 무안읍                                 |                                         |
| 함평군                  | 함평읍                                         |                                  |                                        |                                         |
| 함평군                  | 함평읍                                         | 자풍 교차로                      | 지방도 제811호선 (자풍길) (작동신풍길) |                                         |
| 함평군                  | 함평읍                                         | 함평나비CC                       |                                        |                                         |
| 함평군                  | 함평읍                                         | 수호삼거리                       | 함무길                                 |                                         |
| 함평군                  | 함평읍                                         | 함평실고삼거리                   | 영수길                                 |                                         |
| 함평군                  | 함평읍                                         | 함평여고사거리                   | 곤재로 서부길                          |                                         |
| 함평군                  | 함평읍                                         | 엑스포삼거리                     |                                        |                                         |
| 함평군                  | 함평읍                                         | 나비주유소앞삼거리               | 중앙길                                 |                                         |
| 함평군                  | 함평읍                                         | 함평교                           |                                        |                                         |
| 함평군                  | 함평읍                                         | 검정오거리 (함평읍소재지 교차로) | 국도 제23호선 (함영로) 함평천좌길      |                                         |
| 함평군                  | 향교 교차로 (동함평 나들목)                    | 12호선 무안광주고속도로 학동로   | 대동면                                 |                                         |
| 함평군                  | (동함평일반산업단지)                           | 동함평산단길                     | 대동면                                 |                                         |
| 함평군                  | 강운삼거리 (대동면소재지 교차로)               | 대동길                           | 대동면                                 |                                         |
| 함평군                  | 강운삼거리                                     | 상강길                           | 대동면                                 |                                         |
| 함평군                  | 구산교                                         |                                  | 나산면                                 |                                         |
| 함평군                  | 나산면구산리 교차로                            | 구산원선길                       | 나산면                                 |                                         |
| 함평군                  | 덕림교                                         |                                  | 나산면                                 |                                         |
| 함평군                  | 나산면덕림리 교차로                            | 고막천로 백양길                  | 나산면                                 |                                         |
| 함평군                  | 나산면삼축리 교차로                            | 나산월봉길                       | 나산면                                 |                                         |
| 함평군                  | 나산삼거리                                     | 나산길                           | 나산면                                 |                                         |
| 함평군                  | 나산삼거리 (나산보건지소)                      | 나산길                           | 나산면                                 |                                         |
| 함평군                  | 대창교                                         |                                  | 나산면                                 |                                         |
| 함평군                  | 대창 교차로                                    | 해삼로                           | 해보면                                 |                                         |
| 함평군                  | 대창육교 성산교                                |                                  | 해보면                                 |                                         |
| 함평군                  | 용산 교차로                                    | 국도 제22호선 (영광로)           | 해보면                                 |                                         |
| 함평군                  | 문장1육교                                      | 지방도 제838호선 (밀재로)        | 해보면                                 | 장성 방향 진출 불가 무안 방향 진입 불가 |
| 함평군                  | 장교천교                                       |                                  | 해보면                                 |                                         |
| 함평군                  | 정산 교차로 (정산육교)                         | 문화로                           | 월야면                                 |                                         |
| 함평군                  | 계림육교                                       |                                  | 월야면                                 |                                         |
| 화해 교차로 (화해육교)  | 해삼로                                         | 장성군                           | 삼서면                                 |                                         |
| 수해교 대곡교           |                                                | 장성군                           | 삼서면                                 |                                         |
| 상무대진입로 (삼서육교) | 태청로 해삼로                                  | 장성군                           | 삼서면                                 |                                         |
| 수양사거리              | 해삼로                                         | 장성군                           | 삼서면                                 |                                         |
| 월정 교차로 (월정육교)  | 지방도 제734호선 (영장로) 해삼로               | 장성군                           | 삼계면                                 |                                         |
| 사창교                  |                                                | 장성군                           | 삼계면                                 |                                         |
| 사창사거리              | 사창로 삼동로                                  | 장성군                           | 삼계면                                 |                                         |
| 수옥교                  |                                                | 장성군                           | 삼계면                                 |                                         |
| 옥천사거리              | 지방도 제893호선 (평림암치로) 능성로           | 장성군                           | 삼계면                                 |                                         |
| 구산사거리              | 구림로 삼동로 원남평길                         | 장성군                           | 동화면                                 |                                         |
| 동화 나들목             | 국가지원지방도 제49호선 (빛가람장성로)         | 장성군                           | 동화면                                 |                                         |
| 동화교                  |                                                | 장성군                           | 동화면                                 |                                         |
| 동화사거리              | 수연로 요월정로                                | 장성군                           | 동화면                                 |                                         |
| 장승백이사거리          | 삼동로 물뫼길 용정기산길                       | 장성군                           | 황룡면                                 |                                         |
| 신촌사거리              | 뱃나드리로 신호신촌길                          | 장성군                           | 황룡면                                 |                                         |
| 장산사거리              | 홍길동로 황룡로 하사1길                        | 장성군                           | 황룡면                                 |                                         |
| 제2황룡교               |                                                | 장성군                           | 황룡면                                 |                                         |
| 황룡 교차로             | 지방도 제734호선 (강변로)                      | 장성군                           | 황룡면                                 |                                         |
| 장성육교                |                                                | 장성군                           | 장성읍                                 | 장성육교 구간                           |
| 장성오거리              | 뱃나드리로 역전로 영천로                       | 장성군                           | 장성읍                                 | 장성육교 구간                           |
| 장성 교차로             | 국도 제1호선 국도 제24호선 (하서대로)          | 장성군                           | 장성읍                                 |                                         |

## 주요 시설 및 건물
- 삼정보건진료소 (전라남도 함평군 함평읍 함장로 675-13)
- 함평나비마을 서울캠핑장 (구 성남초등학교, 전라남도 함평군 함평읍 함장로 730)
- 함평천지CC (전라남도 함평군 함평읍 함장로 889-11)
- 읍내파출소 (전라남도 함평군 함평읍 함장로 1202-20)
- 함평공설운동장, 함평군문화체육센터 (전라남도 함평군 대동면 함장로 1377)
- 나산노인복지센터 (전라남도 함평군 나산면 함장로 2396)
- 삼축3리마을회관 (전라남도 함평군 나산면 함장로 2426)
- 나산초등학교 (전라남도 함평군 나산면 함장로 2441-8)
- 나산실용예술중학교 (전라남도 함평군 나산면 함장로 2441-96)